# Sardasht
Sardasht (in curdo Serdeşt‎; farsi سردشت) è il capoluogo dello shahrestān di Sardasht nell'Azarbaijan occidentale. Si trova a sud-ovest del lago di Urmia. La maggioranza della popolazione è curda.
È stata la prima città a subire un attacco con armi chimiche sulla popolazione civile durante la guerra Iran-Iraq.